# Those Once Loyal
Those Once Loyal är ett album av bandet Bolt Thrower som släpptes på Metal Blade Records 2005.

## Låtlista
1. At First Light – 4:41
2. Entrenched – 3:44
3. The Killchain – 4:43
4. Granite Wall – 4:06
5. Those Once Loyal – 4:17
6. Anti-tank (Dead Armour) – 4:15
7. Last Stand of Humanity – 3:13
8. Salvo – 5:21
9. When Cannons Fade – 5:30
10. A Symbol of Eight1 – 4:10

1: Bonuslåt på digipack-utgåva.